# Guerre des Suprêmes
La guerre des Suprêmes (espagnol : Guerra de los Supremos), également appelée guerre des Couvents (espagnol : Guerra de los Conventos) en référence à l'élément déclencheur du conflit, est une guerre civile qui a secoué la République de Nouvelle-Grenade (ancien État correspondant aux actuels pays de Colombie et du Panama, héritier de la Grande Colombie) entre 1839 et 1842.

## Contexte
La dissolution de la Grande Colombie, en 1830, laisse la région de la Nouvelle-Grenade en état de guerre quasi permanent. La République de Nouvelle-Grenade nouvellement créée connaît ainsi de nombreux conflits de caractère local ou régional plus ou moins sanglants. Le conflit généralisé éclate dès 1839 et est nommé d'après le titre ronflant de Supremo que se donnaient les chefs des différentes factions libérales.

## Déroulement

### La Guerre des Couvents
L'étincelle qui démarre la réaction en chaîne est la décision du Congrès de supprimer les couvents mineurs de la région de Pasto. Cette décision provoque le 30 juin le soulèvement de la population très catholique de la région, avec le soutien des fédéralistes libéraux auxquels il sert de prétexte et du général Juan José Flores, dirigeant de l'Équateur voisin. 
Les santandéristes espéraient que le président, José Ignacio de Márquez, nommerait José María Obando à la tête de la force militaire chargée de mâter la rébellion, car ce commandement le mettrait en bonne position pour l'élection suivante. Mais le président nomme le général Pedro Alcántara Herrán.
Le 31 août 1839 à Buesaco, Herrán met en déroute la force principale des insurgés de Pasto. La réduction des dernières poches de résistance conduisent à la capture de José Erazo.

### Mise en accusation et rébellion du général Obando
José Erazo, ex-guérillero obandiste connu pour posséder la maison où Antonio José de Sucre mourut assassiné en 1830. Selon la version du gouvernement, celui-ci dénonça ses complices avec lesquels il avait monté cet assassinat, le commandant Antonio M. Alvárez, chef militaire des insurgés, et le général José María Obando, probable candidat du parti d'opposition aux prochaines élections présidentielles.
Obando est forcé de quitter Bogota. Il se dirige vers Pasto et rejoint la rébellion. La mort de Francisco de Paula Santander en mai 1840 fait d'Obando le chef de l'opposition. Celui-ci sort de Pasto et démarre une insurrection en juillet 1840.

### Intervention de l'Équateur et embrasement général
La forte probabilité que l'insurrection d'Obando gagne le reste du pays pousse le président Márquez à accepter l'aide militaire du général Juan José Flores, dirigeant de l'Équateur voisin, lui promettant des concessions territoriales. Les forces combinées de Flores et Herrán ont tôt fait de défaire Obando mais c'est une victoire à la Pyrrhus pour Márquez car l'opposition ne se gêne pas pour faire remarquer l'intervention étrangère et les compromissions qui en découlent.
Ainsi, sitôt les troupes équatoriennes parties, les chefs santandéristes engagent des opérations militaires. Les uns après les autres, ils se rebellent contre le gouvernement : Manuel González à El Socorro, José María Vezga à Mariquita, Juan José Reyes Patria (es) à Sogamoso et Tunja, le père Rafael María Vásquez à Vélez, Francisco Farfán dans la province de Casanare, Salvador Córdova (es) dans la province d'Antioquia, Francisco Carmena à Santa Marta, Juan Antonio Gutiérrez de Piñeres à Carthagène, Lorenzo Hernández à Mompós et Tomás Herrera dans la province de Panama.
Les chefs rebelles prononcent la sécession de leurs provinces transformées en États souverains, se donnent le titre de « chefs suprêmes » (espagnol : jefes supremos), et déclarent qu'ils ne réintégreront la Nouvelle-Grenade que lorsque celle-ci sera devenue une fédération. Sur les vingt provinces que compte alors la République de Nouvelle-Grenade, douze sont entièrement aux mains des rebelles, quatre sont partiellement occupées et les quatre autres restent sous domination précaire du gouvernement à l'exception de Bogota, pleinement sous contrôle.
Les combats favorisent dans un premier temps les rebelles. Reyes Patria et González sont victorieux à La Polonia, près d'El Socorro. Ils y
vainquent les seules troupes gouvernementales laissées par le président Márquez pour tenir l'intérieur du pays, le reste de l'armée étant dans la région de Pasto. Cette victoire renforce le prestige des rebelles et leur permettent d'incorporer de plus en plus de recrues. González se déclare chef suprême de l'État libre et indépendant formé par les ex-provinces de Socorro, Tunja, Pamplona, Vélez et Casanare. Bogotá est menacée.
Le président se rend à Popayán le 24 octobre 1840, alors que Juan José Neira (es) vainc les troupes fédéralistes lors de la bataille de La Culebra, près de Bogotá. Cette victoire permet le reflux des troupes fédéralistes, poursuivies par les forces de Neira et des généraux Herrán et Mosquera.

## Conséquences
Les insurgés libéraux ne purent parvenir à s'unir politiquement et militairement ce qui conduisit à la déroute de José María Obando, leur unique leader ayant assez de prestige pour briguer la présidence. Ils ressortent donc de ce conflit passablement affaiblis.
Le président José Ignacio de Márquez termine son mandat de manière énergique grâce à cette guerre. Les deux généraux ayant mâté la rébellion, Pedro Alcántara Herrán (chef de l'Armée) et Tomás Cipriano de Mosquera (secrétaire à la Guerre), en retirent un grand prestige et une grande influence, ce qui leur permettra d'occuper la présidence respectivement entre 1841 et 1845 et entre 1845 et 1849.
Les divergences d'opinions mises en exergue par la guerre entre les bolivaristes et les santandéristes se traduisent par la constitutions des deux partis qui régenteront à tour de rôle la vie politique colombienne pendant plus d'un siècle, le parti libéral, créé en 1848, et le parti conservateur, créé en 1849. Leurs luttes opiniâtres seront la source de nombreuses autres guerres civiles.